# 10127 Fröjel
10127 Fröjel este un asteroid din centura principală, descoperit pe 21 martie 1993, de UESAC.